# 太田勝海
太田 勝海（おおた かつみ、1887年（明治20年）3月22日 - 1954年（昭和29年）8月22日）は、大日本帝国陸軍軍人。最終階級は陸軍中将。

## 経歴
1887年（明治20年）に兵庫県で生まれた。陸軍士官学校第20期、陸軍大学校第28期卒業。1931年（昭和6年）8月1日に陸軍砲兵大佐に進級し、陸軍兵器本廠附となった。同年12月9日にジュネーヴ軍縮会議随員となり、1932年（昭和7年）6月25日に帰国した。10月3日に野砲兵第5連隊長に着任し、1934年（昭和9年）11月に砲兵監部部員に転じた。
1936年（昭和11年）8月1日に陸軍少将進級と同時に砲兵監部附となり、1937年（昭和12年）8月に野戦重砲兵第4旅団長を経て、1938年（昭和13年）6月に陸軍重砲兵学校長に就任した。1939年（昭和14年）3月9日に陸軍中将に進級し、留守第1師団長に就任。1941年（昭和16年）3月1日に第22師団長（第13軍）に親補され、日中戦争に出動し杭州に駐屯した。1942年（昭和17年）3月2日に待命、3月22日に予備役に編入された。
1947年（昭和22年）11月28日、公職追放仮指定を受けた。

## 栄典
勲章等
- 1940年（昭和15年）8月15日 - 紀元二千六百年祝典記念章[4]